# Chapterhouse
Chapterhouse — британская альтернативная рок-группа, сформировавшаяся летом 1987 года в Рединге (Беркшир). В группу вошли вокалист и гитарист Эндрю Шеррифф (англ. Andrew Sherriff), вокалист и гитарист Стивен Пэтмен (англ. Stephen Patman), гитарист Саймон Роу (англ. Simon Rowe), басист Джон Кертис (англ. Jon Curtis) и барабанщик Эшли Бэйтс (англ. Ashley Bates).
Chapterhouse являются одними из основателей жанра шугейзинг.

## История группы
Изначально группа называлась Incest, но после нескольких выступлений сменила название на Chapterhouse.
На раннем этапе карьеры Chapterhouse имели активную поддержку со стороны Spacemen 3, и после нескольких выступлений в клубе After Dark в Рединге Spacemen 3 предложили Chapterhouse отправиться в совместный британский тур, который должен был состояться в начале 1989 года.
Группа перебралась в Лондон. В это время басист Джон Кертис покинул группу, чтобы продолжить учёбу в колледже, а его место занял Рассел Барретт (англ. Russell Barrett), который также играл в собственной гаражной группе The Bikinis.
В 1990 году группа начала делать первые демозаписи в студии VHF в Рагби (Уорикшир), которую использовали Spacemen 3.
В том же году Chapterhouse подписали контракт с Dedicated Records и выпустили EP «Freefall» и «Sunburst». В марте 1991 года последовал сингл «Pearl», в записи которого был использован бэк-вокал, исполненный Рейчел Госвелл из Slowdive.
Первый студийный альбом Whirlpool вышел в мае 1991 года и сразу же попал на 23 строчку британских чартов.
Летом группа отправилась в турне по Великобритании. Этот тур включал также фестиваль в Рединге, на котором помимо Chapterhouse играли Игги Поп, Sonic Youth, Dinosaur Jr и Nirvana. В сентябре Chapterhouse отправились в турне по США и Японии, а в октябре выпустили сингл «Mesmerise».
1992 год прошел относительно тихо, Chapterhouse работали над вторым альбомом. В это время барабанщик Эшли решил оставить группу, чтобы посвятить себя собственному проекту Cuba (Air Cuba) и был заменен Стивом Реном (англ. Steve Wren).
В 1993 году вышел альбом Blood Music совместно с синглами «She’s A Vision/Don’t Look Now» и «We Are The Beautiful». В августе—сентябре того же года последовал турне по Великобритании, а в начале 1994 года — по США.
Уже во время записи Blood Music между группой и лейблом обозначился конфликт относительно написания и производства музыки. Лейбл не хотел освобождать группу от контракта и при этом не собирался потакать желаниям музыкантов свободно экспериментировать. Продюсеры требовали альбома, наполненного хитами, но это было не то, чего хотели сами музыканты. Единственным выходом из этой ситуации оказалось расформирование группы.
Chapterhouse отыграли последнее шоу на UXI Festival в Исландии 6 августа 1995 года, после чего группа распалась, но музыканты остались близкими друзьями и продолжали работать в других проектах.
В 2008 году Ульрих Шнаус работал над кавер-версией песни Chapterhouse «Love Forever» с альбома Blood Music. Он связался с Эндрю Шерриффом и Стивеном Пэтменом и предложил музыкантам записать гитарные и вокальные партии. Эндрю и Стивен с радостью откликнулись на предложение, а несколько месяцев спустя музыканты были приглашены на Truck Festival в Оксфордшире, где исполнили кавер-версию песни вживую вместе с присоединившимся к ним Саймоном Роу. Это стало первым шагом к воссоединению.
Вскоре музыкантам поступило предложение от клуба AC30 (клуб и рекорд лейбл, который специализируется на нью-гейзе), сыграть на ежегодном трёхдневном мини-фестивале в Лондоне. Музыканты сообщили, что не станут воссоединяться из-за единственного шоу, но если клуб помимо фестиваля обеспечит группе турне по Северной Америке и Японии, то они с радостью воссоединятся.
Клуб AC30 выполнил все условия, после чего к группе присоединился Эшли Бейтс, а место бас-гитариста занял Грег Мур (англ. Greg Moore). В ноябре 2009 года Chapterhouse выступили в клубе ICA в Лондоне. 18 марта 2010 года отыграли в клубе Scala вместе с Engineers и Air Formation, в апреле последовал турне по Японии, а в октябре — по США.

## Дискография
Альбомы
- Whirlpool (1991, переиздан Cherry Red в 2006)
- Blood Music (1993, переиздан Cherry Red в 2008)
- Pentamerous Metamorphosis (альбом ремиксов, 1993)

Сборники
- Rownderbout] (1994)
- The Best of Chapterhouse (2007)

Синглы и мини-альбомы
- Freefall (EP, 1990)
- Sunburst (EP, 1990)
- Pearl (1991)
- Mesmerise (1991)
- Mesmerise (remix, 1991)
- She’s A Vision/Don’t Look Now (1993)
- We Are The Beautiful (1993)